# Никомед I
Никомед I (на гръцки: Νικομήδης) е втори цар на Витиния, най-възрастният син на Зипойт, от когото наследява трона през 278 пр.н.е.. Управлява до смъртта си през около 255 пр.н.е.. С тракийско потекло.
Продължава политиката на своя баща по строителството и укрепването на държавата. Дълго време е съюзник на македонския цар Антигон II Гонат. Влиза в борба със своя брат Зипойт II, в резултат на което подчинява цяла Витиния и част от Фригия. В своите воини използва наемници-галати. През 265 пр.н.е. основава град Никомедия, който става столица на неговата държава.